# Tsuguko de Takamado

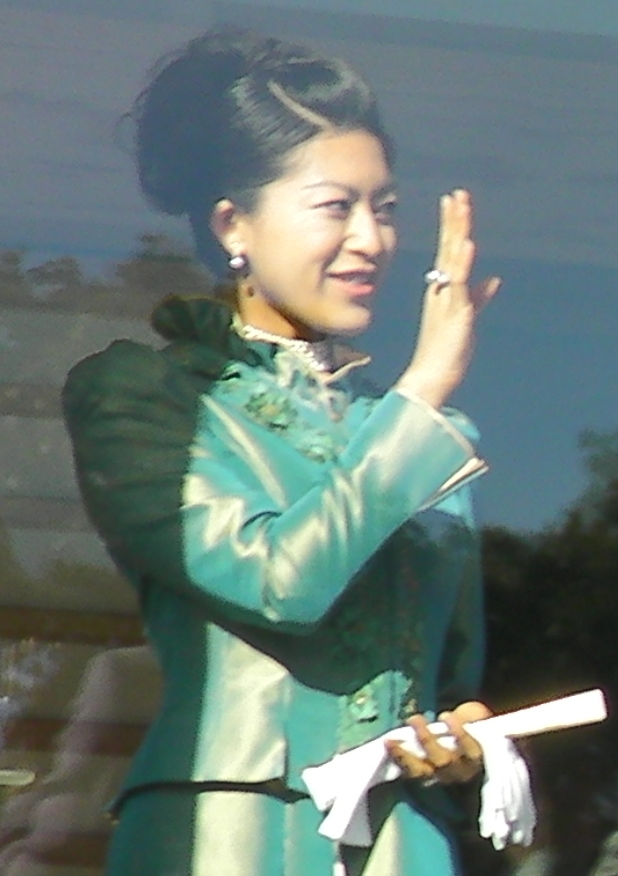
No Salão de Festas Chōwaden (2 de janeiro de 2009)

Tsuguko de Takamado (em japonês:  承子女王,Tsuguko-jyoō, Tóquio, 8 de março de 1986), é um membro da Família Imperial Japonesa.

## Biografia
Filha mais velha do falecido príncipe Norihito (1954-2002) e de sua esposa, a princesa Isako Takamado, Tsuguko tem duas irmãs mais jovens, Noriko e Ayako. Ela terminou seu ensino secundário na escola de Gakushuin e, de 2004 até 2008, estudou Sociologia e Psicologia na Universidade de Edimburgo, na Escócia, embora não tenha se graduado.
Em 2006, a princesa Tsuguko representou a família imperial nas bodas de prata do grão-duque Henrique de Luxemburgo e da grã-duquesa Maria Teresa de Luxemburgo.
Em 2008, a revista Forbes incluiu-a como a 15.ª pessoa na sua lista de 20 Hottest Young Royals (ou "Os Vinte Membros da Realeza Mais Sensuais"), considerando seu patrimônio familiar e presença na mídia.
Em março de 2013, a Princesa Tsuguko se graduou pela Escola de Estudos Liberais Internacionais da Universidade de Waseda. Atualmente, além de desempenhar seus deveres como princesa, ela trabalha no comitê japonês do UNICEF.

## Títulos e estilos
Tsuguko é denominada como "Sua Alteza Imperial Princesa Tsuguko de Takamado".

## Honras

### Honras nacionais
- Membro da Ordem da Coroa Preciosa, 2ª Classe